# Conophytum flavum
Conophytum flavum är en isörtsväxtart. Conophytum flavum ingår i blomsteräggssläktet som ingår i familjen isörtsväxter.

## Underarter
Arten delas in i följande underarter:
- C. f. flavum
- C. f. novicium

## Bilder

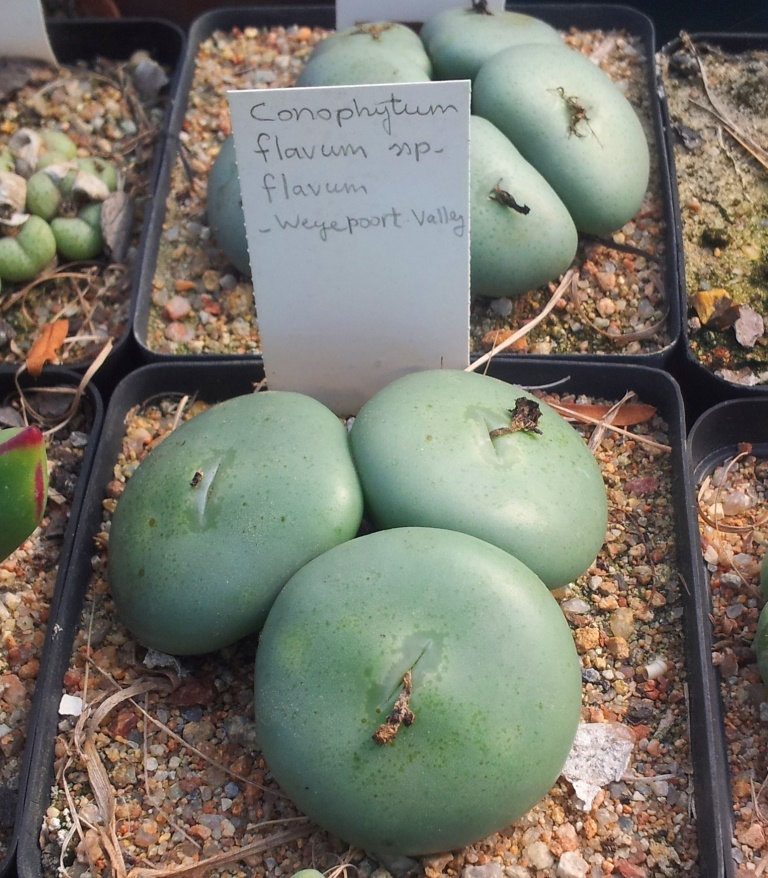
Underarten flavum.
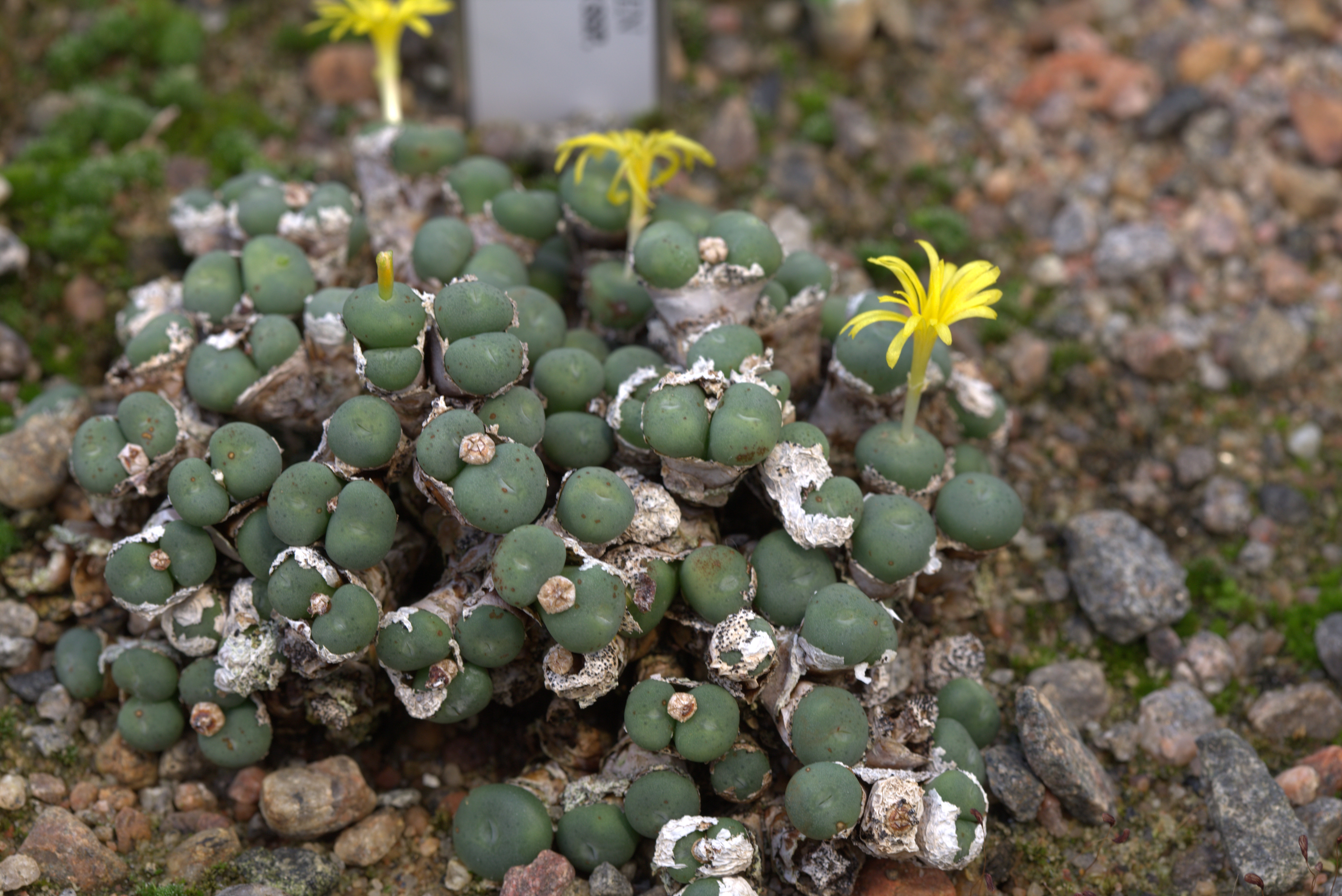
Underarten novicium.